# Bossuta Stefan
Bossuta Stefan (zm. 7 marca 1028) – arcybiskup gnieźnieński.
"Rocznik kapitulny krakowski (dawny)” podaje, że arcybiskup Hipolit zmarł w 1027, a jego następcą został Bossuta Stefan, zmarły w 1028. Według podejrzeń niektórych historyków arcybiskupstwo gnieźnieńskie po 1028 mogło być jeszcze przez jakiś czas obsadzone przez nieznanego z imienia metropolitę. Jest prawdopodobne, że Mieszko II nie zrezygnował jeszcze wtedy ze starań o utrzymanie prestiżowego urzędu w swoim królestwie. Tych domniemań nie można jednak oprzeć na żadnych wiarygodnych źródłach.
Bossuta jest prawdopodobnie zniekształconą formą słowiańskiego imienia Bożęta czy też Borzęta, utożsamianego z imieniem Bodzęta, Bodzanta (imię to nosili później również inni dostojnicy kościelni: biskup krakowski Bodzanta, arcybiskup gnieźnieński Bodzanta). Stefan według badaczy to imię chrześcijańskie ewentualnie zakonne używane równolegle, jak w przypadku Radzima Gaudentego. Idąc tym tokiem rozumowania przyjmuje się, że trzeci arcybiskup gnieźnieński mógł być Polakiem, a z pewnością Słowianinem. Jego panowanie trwało krótko, a następny metropolita gnieźnieński pojawił się dopiero ok. 1075. To wszystko, co dziś wiadomo o Bossucie Stefanie. Według Jana Długosza Bossuta i Stefan to dwaj różni metropolici następujący po sobie. Dziejopis przesuwa również śmierć Bossuty na 1038, a w przypadku Stefana podaje nawet dzienną datę śmierci – 7 marca 1058. W ten sposób ustalił ciągłość arcybiskupstwa, gdyż na 1058 datuje początek posługi Piotra (dziś przesuwa się tę datę do 1075; co więcej, arcybiskup ten miał na imię Bogumił a nie Piotr). O koncepcji Długosza warto wspomnieć, gdyż autorytet kronikarza powodował, że jego katalog arcybiskupów gnieźnieńskich był często powielany. Jeszcze współcześnie, mimo powszechnej raczej zgody na identyfikację Bossuty ze Stefanem, pojawia się nieraz 1038 jako data jego śmierci.

## Literatura dodatkowa
- Władysław Semkowicz: Bossuta. W: Polski Słownik Biograficzny. T. 2: Beyzym Jan – Brownsford Marja. Kraków: Polska Akademia Umiejętności – Skład Główny w Księgarniach Gebethnera i Wolffa, 1936, s. 375. Reprint: Zakład Narodowy im. Ossolińskich, Kraków 1989, ISBN 83-04-03291-0